# Tomokazu Myojin
Tomokazu Myojin (Kobe, 24. siječnja 1978.) umirovljeni je japanski nogometaš. 

## Klupska karijera
Igrao je za klubove kao što su: Kashiwa Reysol, Gamba Osaka i Nagoya Grampus.

## Reprezentativna karijera
Za japansku reprezentaciju igrao je od 2000. do 2002. godine. Odigrao je 26 utakmice postigavši 3 pogodaka.
S japanskom reprezentacijom, Myojin je igrao na jednom svjetskom prvenstvu (2002.) dok je 2000. s Japanom osvojio AFC Azijski kup.

## Statistika
| Japan  | Japan | Japan |
| Godina | Nas.  | Gol.  |
| ------ | ----- | ----- |
| 2000.  | 9     | 2     |
| 2001.  | 7     | 0     |
| 2002.  | 10    | 1     |
| Ukupno | 26    | 3     |

## Vanjske poveznice
- National Football Teams
- Japan National Football Team Database